# Cantó de Bouloire
El cantó de Bouloire és un cantó francès del departament de Sarthe, situat al districte de Mamers. Té 8 municipis i el cap es Bouloire.

## Municipis
- Bouloire
- Coudrecieux
- Maisoncelles
- Saint-Mars-de-Locquenay
- Saint-Michel-de-Chavaignes
- Thorigné-sur-Dué
- Tresson
- Volnay

## Història
| Data d'elecció                           | Identitat         | Partit        | Qualitat |
| ---------------------------------------- | ----------------- | ------------- | -------- |
| 1945-1964                                | Ferdinand Rondeau | SFIO          |          |
| 1964-1976                                | Ladislas du Luart | RI            |          |
| 1976-1994                                | Jean Morin        | UDF-PR        |          |
| 1994-2000                                | Raymond Douyère   | PS            |          |
| 2000-2008                                | Claude Drouin     | Divers gauche |          |
| 2008-                                    | Michel Paumier    | Divers droite |          |
| les dades anteriors no són pas conegudes |                   |               |          |
|                                          |                   |               |          |

## Demografia
| A partir de 1990: Població sense dobles comptes |